# Bundesregierung Schober I
Die Bundesregierung Schober I (21. Juni 1921–26. Jänner 1922) bzw. Bundesregierung Breisky (26./27. Jänner 1922) folgte, am 21. Juni 1921 vom Nationalrat mit 98 von 160 abgegebenen Stimmen gewählt, der Bundesregierung Mayr II, einem christlichsozialen Minderheitskabinett, nach.  Das überwiegend aus Beamten bestehende Kabinett wurde von der Christlichsozialen Partei und von den Großdeutschen gestützt; die Sozialdemokraten befanden sich in Opposition.
Am 26. Jänner 1922 reichte Kanzler Johann Schober seine sofortige Demission bei Bundespräsident Michael Hainisch ein. Dieser beauftragte die Regierung gemäß Artikel 71 der Verfassung von 1920 mit der Fortführung der Verwaltung, der bisherige Vizekanzler Walter Breisky wurde mit der Leitung  der einstweiligen Bundesregierung betraut. Diese „einstweilige Bundesregierung“ war lediglich einen Tag im Amt, bereits am 27. Jänner wurde das Kabinett Schober II im Nationalrat gewählt.
Der Grund für den Rücktritt Schobers war, dass die Großdeutschen ihn nicht mehr unterstützten, nachdem Schober am 16. Dezember 1921 auf Schloss Lana bei Prag mit der Tschechoslowakei den so genannten Vertrag von Lana über die gegenseitige Anerkennung der Staatsgrenzen abgeschlossen hatte und damit nach Auffassung der Großdeutschen auf das Selbstbestimmungsrecht der Sudetendeutschen verzichtet hatte. Der großdeutsche Innenminister Leopold Waber war daraufhin am 16. Jänner zurückgetreten.
| Bundesminister (für)                                                      | Amtsinhaber                                                                                                   | Partei       | Anmerkung                                                             |
| ------------------------------------------------------------------------- | --- | ------------ | --------------------------------------------------------------------- |
| Bundeskanzler, mit der Leitung des Bundesministeriums für Äußeres betraut | Johann Schober bis 26. Jänner 1922 Walter Breisky (mit dem Vorsitz der Regierung betraut)                     |              |                                                                       |
| Vizekanzler, betraut mit Kultus und Unterricht                            | Walter Breisky bis 26. Jänner 1922                                                                            | CSP          | Funktion von 26. bis 27. Jänner inexistent                            |
| Inneres und Unterricht                                                    | Leopold Waber (bis 16. Jänner 1922) Johann Schober (16.–26. Jänner 1922) Walter Breisky (26.–27. Jänner 1922) | GDVP         | Schober und Breisky jeweils nur mit der Führung der Geschäfte betraut |
| Land- und Forstwirtschaft                                                 | Leopold Hennet                                                                                                |              |                                                                       |
| Finanzen                                                                  | Ferdinand Grimm bis 7. Oktober 1921 Alfred Gürtler                                                            |              |                                                                       |
| Heereswesen                                                               | Carl Vaugoin bis 7. Oktober 1921 Josef Wächter                                                                | CSP Offizier |                                                                       |
| Handel und Gewerbe, Industrie und Bauten                                  | Alexander Angerer bis 7. Oktober 1921 Alfred Grünberger                                                       |              |                                                                       |
| Justiz                                                                    | Rudolf Paltauf                                                                                                |              |                                                                       |
| Verkehrswesen                                                             | Walter Rodler                                                                                                 |              |                                                                       |
| soziale Verwaltung                                                        | Franz Pauer                                                                                                   |              |                                                                       |
| Volksernährung                                                            | Alfred Grünberger                                                                                             |              | (mit der Leitung betraut)                                             |